# الحدود العراقية الكويتية

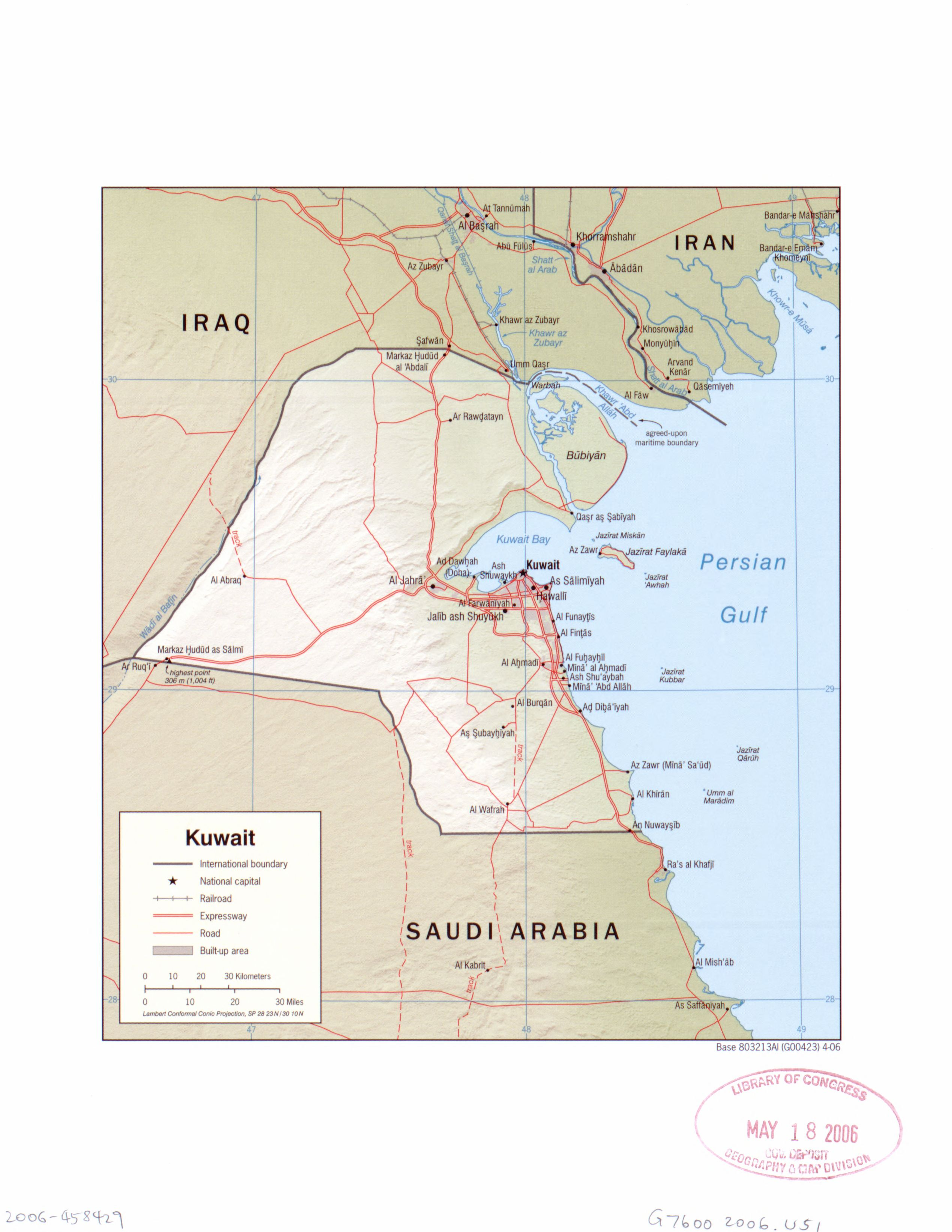
خريطة الكويت مع العراق من الشمال

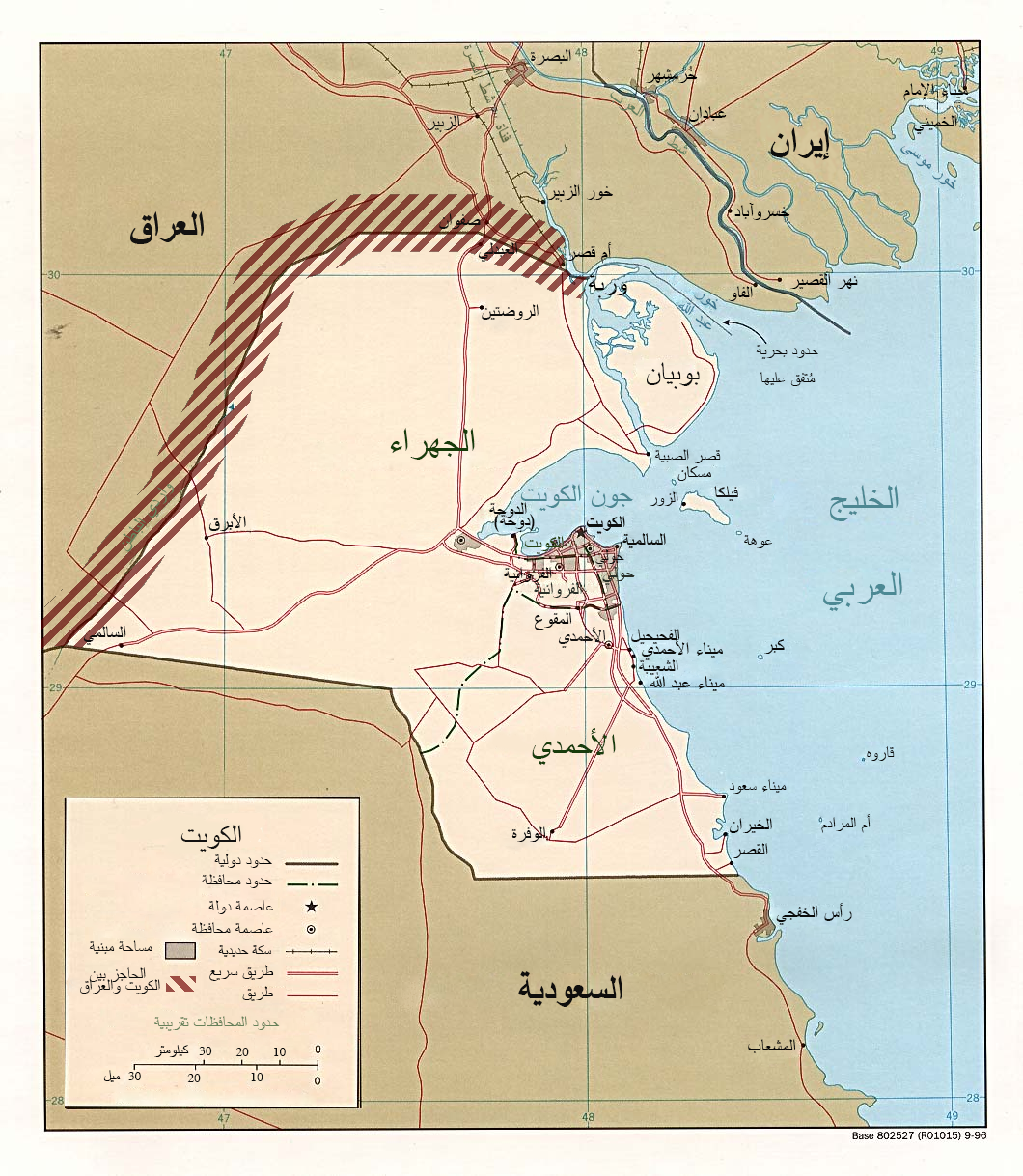
خريطة توضح حاجز المنطقة منزوعة السلاح بين حدود العراق والكويت

الحدود العراقية الكويتية هو شريط حدودي بين جمهورية العراق ودولة الكويت، طوله 254 كيلومتراً (158 ميلاً) يمتد من النقطة الثلاثية حيث ملتقى الحدود العراقية والكويتية والسعودية في غرب الكويت إلى ساحل الخليج العربي في شمال شرق الكويت. وفي امتداد الحدود بين الدولتين 192 دعامة حدودية برية وبحرية، منها 106 دعامات برية، بنى مجلس الأمن التابع للأمم المتحدة جداراً فاصلاً الغرض منه كما ذكر هو تجنب تكرار غزو عراقي للكويت،
الجدار الفاصل مصنوع من سياج مكهرب وأسلاك شائكة، ويحرسه المئات من الجنود، بالإضافة إلى عدة زوارق دورية، وطائرات هليكوبتر. بدأ بناء الجدار في عام 1991.

## الوصف

بين الدولتين 192 دعامة حدودية برية وبحرية، منها 106 دعامات برية

تبدأ الحدود من الغرب عند النقطة الثلاثية السعودية الكويتية العراقية على وادي الباطن، ثم تتبع هذا الوادي حيث تتدفق شمالَ شرقٍ. ثم تنعطف الحدود شرقاً، متبعة خطًا مستقيمًا طوله 32 كيلومتراً (20 ميلاً)، قبل أن ينحرف خط مستقيم آخر إلى الجنوب الشرقي لمسافة 26 كيلومتراً (16 ميلاً)، ينتهي عند الساحل حيث يتلاقى خور عبد الله وخور الصبية مقابل جزيرة حجام.

## التاريخ

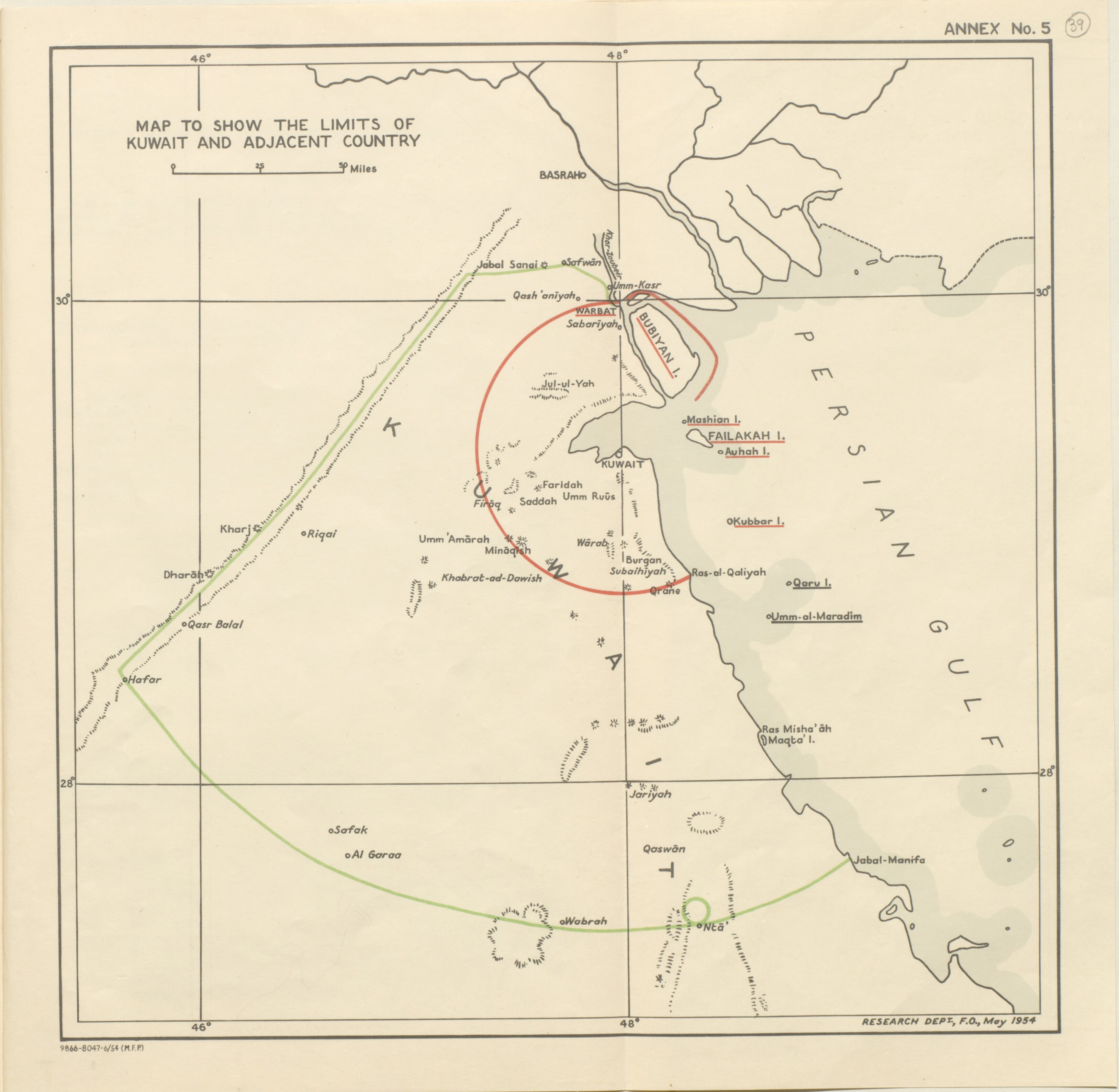
خريطة بها دائرة حمراء وحدود دائرة خضراء وفقًا لمسودة الاتفاقية الإنجليزية العثمانية سنة 1913، قال عبد الله بشارة "الانطباع العام لمن يقرأ الموقف البريطاني الشامل والصادر من دوائر لندن، يتوصل إلى حصيلة مختلفة، فالدائرة الحمراء تؤكد التزامها بحمايتها، أما الدائرة الخضراء وهي الساحة الجنوبية، فهي متروكة للحقائق على الأرض، وهي بدورها التي ترسم مصير المنطقة".

تاريخياً لم تكن حدود واضحة المعالم في هذا الجزء من شبه الجزيرة العربية. في بداية القرن العشرين، كانت الدولة العثمانية مسيطرة على العراق وسيطرت بريطانيا على الكويت كمحمية. تقاسمت بريطانيا والدولة العثمانية، نظريًا، مملكتي نفوذهما عبر ما يسمّى بالخطوط الزرقاء والبنفسجية في 1913-1914، والتي اعترف العثمانيون من خلالها بالمطالبات البريطانية بالكويت،[ما هي؟]
المقسمة عن بلاد ما بين النهرين العثمانية على طول وادي الباطن (ما يسمى «الخط الأخضر»، انظر الخريطة على اليمين).
خلال الحرب العالمية الأولى، نجحت الثورة العربية الكبرى، بدعم من بريطانيا، في إخراج العثمانيين من معظم أنحاء الشرق الأوسط. نتيجة لاتفاقية سايكس بيكو الإنجليزية الفرنسية السرية سنة 1916، سيطرت بريطانيا على الولايات العثمانية في الموصل وبغداد والبصرة، التي نظمتها في ولاية العراق سنة 1920. وفي سنة 1932، وهي السنة التي نال فيها العراق استقلاله، أكدت بريطانيا أن الحدود بين العراق والكويت ستمتد على طول وادي الباطن، كما أكدت أن جزيرتي بوبيان ووربة كانتا إقليميتين كويتيتين، على الرغم من التحديد الدقيق للخط الشمالي المستقيم. وظلت القطاعات القريبة من صفوان غير دقيقة.
حصلت الكويت على استقلالها سنة 1961، على الرغم من رفض العراق في البداية الاعتراف بالدولة واعتبرها جزءاً من العراق، وتراجع في وقت لاحق بعد استعراض القوة من بريطانيا والجامعة العربية لدعم الكويت. وقعت معاهدة صداقة سنة 1963 اعترف العراق بموجبها بحدود سنة 1932. على الرغم من ذلك، وعلى مدى العقد التالي، أثار العراق في كثير من الأحيان مسألة الوصول إلى البحر والمطالبة التقليدية بالكويت،[بحاجة لمصدر] وعلى الأخص سنة 1973 مع مناوشة ساميتا الحدودية عام 1973.
في سنة 1990، غزا العراق الكويت وضمها، مما عجل بحرب الخليج الثانية (أم المعارك)، التي استعادت بها الكويتُ سيادتَها في أواخر شباط/فبراير سنة 1991. وفي تموز/يوليو 1992، أحيلت مسألة ترسيم الحدود إلى الأمم المتحدة، التي قامت برسم الحدود بدقة[وفقًا لِمَن؟] ثم رسمتها على الأرض، بعد خط 1932 مع بعض التعديلات الطفيفة. وقد قبلت الكويت الحدود ورفضها العراق في البداية، قال فاضل صلفيج العزاوي، مدير سابق لجهاز المخابرات العراقي، ودبلوماسي وابن خالة صدام حسين "كان خط الحدود الجديد يعطي الكويت حقاً في حقل الرميلة النفطي المتنازع عليه، وبسببه بدأت المشكلة بين العراق والكويت وخط الحدود الجديد اقتطع من أرض العراق بالعمق مسافة كيلومتراً إلى كيلومتراً ونصف، وبعرض ثلاثين إلى خمسة وثلاثين كيلومتراً، وفي ميناء أم قصر العراقي فقد اقتطع من العراق ساحات خزانات تصدير الكبريت ولوحظ أن علامات الحدود قد أصبحت أقرب إلى مدينة سفوان العراقية وابتعدت عن منطقة العبدلي الكويتية."، وقال العزاوي "وأشار مجلس الأمن بأن قرارات اللجنة هي قرارا تهائية ورفضها العراق لولا نصح وضغط وزير الخارجية الروسي...تحت وعود وزير الخارجية الروسي لرفع الحصار أصدرَ مجلس قيادة الثورة القرار رقم 200 الصادر في العاشر من شهر تشرين الثاني عام 1994، وبتوقيع صدام حسين نفسه مشيراً إلى أنه يعترف بسيادة دولة الكويت وسلامتها الإقليمية واستقلالها السياسي ويمتثل لقرار مجلس الأمن 833 والحدود الدولية التي رسمتها لجنة الأمم المتحدة". وقامت بعثة الأمم المتحدة للمراقبة في العراق والكويت بمراقبة الحدود خلال الفترة 1991-2003. تحسنت العلاقات بين الدولتين منذ الاحتلال الأمريكي للعراقي وسقوط حُكم صدام حسين سنة 2003.

### الحواجز
الحاجز بين العراق والكويت يبلغ طول حدود العراق 120 ميل (190 كـم) سياج حدودي يمتد 10 كيلومتر (6.2 ميل) في العراق، و5 كيلومتر (3.1 ميل) في الكويت، وعبر كامل طول حدودهما المشتركة من المملكة العربية السعودية إلى الخليج العربي. شُيّد بتفويض من مجلس الأمن التابع للأمم المتحدة، وكان الغرض المعلن منه هو وقف تكرار غزو عراقي للكويت، وكُلّفتْ قوة دولية عددها 1300 جندي لمراقبة الأوضاع بين الجانبين، وفي شهر نيسان/أبريل سنة 2001، ذكرت جريدة الثورة الناطقة باسم حزب البعث الحاكم في العراق: «آن الأوان ليطالب العراق بتقليص مسافة المنطقة منزوعة السلاح في الجانب العراقي وجعلها خمسة كيلومترات بدلاً من عشرة». وأجاب محمد الصباح وزير خارجية الكويت: بأن الكويت مع أي قرار يصدره مجلس الأمن الدولي، وقال «مثل ذلك لو حدث فستكون الكويت أول من يلتزم بتطبيقه».
الحاجز الحدودي، المصنوع من سياج مكهرب وسلك كونسرتينا، مدعوم بسلك 15 قدم (4.6 م) و15 قدم (4.6 م) خندق كامل 10 قدم (3.0 م) الساتر الترابي ويحرسه مئات الجنود وعدة زوارق دورية ومروحيات. بدأ بناء الحاجز في عام 1991.[بحاجة لمصدر]
في كانون الثاني/يناير 2004، قررت الكويت تثبيت 217 كيلومتر (135 ميل) جديدًا 217 كيلومتر (135 ميل) حاجز حديدي على طول الحدود. وقدرت تكلفة الجدار أنها 28 مليون دولار وطول الحدود بالكامل. كما أنشأت طرقاً معبدة لتسهيل حركة الأمن على الحدود.

## مستوطنات قرب الحدود

### العراق
- سفوان يقابلها في الجانب الكويتي منطقة العبدلي.
- أم قصر

## المخافر الحدودية
للكويت 37 مخفراً حدودياً مع العراق والسعودية، قال عادل محمد العبد المغني الدبلوماسي والباحث الكويتي "سألني أحد المسؤولين في وزارة الداخلية، بالتنسيق مع بلدية الكويت، بعد ترسيم الحدود الكويتية مع العراق، حول التسميات المقترحة للمخافر الحدودية الجديدة المزمع إقامتها، وأعطيت رأيي مفيداً بأهمية تسميتها بنفس المكان الذي ستكون فيه، ليسهل الاستدلال على الموقع، أو على الأقل تكون على مقربة منه وفي محيطه، سواء كانت التسمية المعروفة تاريخيةً أو جغرافية أو تراثية. وحيث إن عدد المخافر كثير، ولا يوجد لبعض الأماكن في البر تسمية قديمة، فقد اقترحت وضع أسماء جديدة لها مدلولات وطنية، من دون تحديد التسمية، وبالفعل تم الأخذ بالاقتراحين.
| المخفر                  | موقعه                                               |
| مركز شرطة رأس القيد     | شمال شرق الكويت                                     |
| مركز شرطة وربة          | شمال شرق الكويت                                     |
| مركز شرطة أم قص         | شمال الكويت                                         |
| مركز شرطة أم النقا      | شمال الكويت                                         |
| مركز شرطة العازمية      | شمال الكويت                                         |
| مركز شرطة المزارع       | شمال الكويت                                         |
| مركز شرطة المزارع       | شمال الكويت                                         |
| مركز شرطة أم سديرة      | شمال الكويت                                         |
| مركز شرطة السلام        | شمال الكويت                                         |
| مركز شرطة صخيبريات      | شمال الكويت                                         |
| مخفر شرطة الرتقة        | شمال الكويت                                         |
| مركز شرطة التحرير       | شمال الكويت                                         |
| مخفر شرطة حوشان         | شمال الكويت                                         |
| مخفر شرطة جريشان        | غرب الكويت                                          |
| مخفر شرطة خباري العوازم | غرب الكويت                                          |
| مخفر شرطة الصمود        | غرب الكويت                                          |
| مخفر شرطة الصقيهية      | غرب الكويت                                          |
| مخفر شرطة الأبرق        | غرب الكويت                                          |
| مخفر شرطة مهزول         | غرب الكويت                                          |
| مخفر شرطة التعاون       | غرب الكويت                                          |
| مخفر شرطة الشقايا       | غرب الكويت                                          |
| مخفر شرطة الشهيد        | جنوب الغرب (مثلث الحدود السعودية العراقية الكويتية) |
| مخفر شرطة السالمي       | جنوب الغرب (مثلث الحدود)                            |

| المخفر        | موقعه           |
| مخفر جبل سنام | غرب سفوان       |
| مخفر جريشان   | جريشان (العراق) |
| مخفر خرانج    | خرانج           |

## وصلات خارجية
- تخطيط الحدود الدولية بين جمهورية العراق ودولة الكويت
- 120-ميل (190 كـم) barrier keeps Iraq, Kuwait at arm's length
- Kuwait installs iron barrier on its borders with Iraq
- خارطة للمياه الإقليمية للخليج العربي بين السعودية والعراق والكويت